# So Sabadell
El So Sabadell, també conegut com a Sabadell Sound, és una variant musical que es va originar a Catalunya durant els anys 80 derivada de l'italo disco i que rebé el nom per la ciutat vallesana de Sabadell. Entre alguns dels artistes enquadrats en aquesta variant hi ha Jordi Cubino, Laura Martí, etc.